# Watching the River Flow
Watching the River Flow är en låt skriven och lanserad av Bob Dylan 1971. Låten var den första där Bob Johnston inte var producent sedan 1965, Dylan anlitade istället Leon Russell som producent. Denna låt släpptes endast på singel och kom inte med på något studioalbum med Dylan. Den togs dock med som första spår på samlingen Bob Dylan's Greatest Hits, Vol. 2 som släpptes senare 1971. Sedan 1987 har Dylan ofta spelat låten på sina konserter.
Låten skrevs i en tid då Dylan inte var särskilt aktiv vad gällde att spela in musik, och i texten beskriver han hur han inte kommer på så mycket att sjunga om, och mest sitter vid floden och ser vattnet flyta förbi.
Låten har senare spelats in av Joe Cocker 1978 på albumet Luxury You Can Afford. 2011 spelade The Rolling Stones in låten till ett hyllningsalbum åt Ian Stewart. Även om alla i Rolling Stones spelade in sina bidrag var för sig var det första gången Bill Wyman spelade in med gruppen sedan 1989. Bob Dylans inspelning av låten finns med i den amerikanska filmen 1408.

## Listplaceringar
- Billboard Hot 100, USA: #41[1]
- UK Singles Chart, Storbritannien: #24[2]
- Nederländerna: #18[3]